# Rattelsdorf, Bayern
Rattelsdorf är en köping (Markt) i Landkreis Bamberg i Regierungsbezirk Oberfranken i förbundslandet Bayern i Tyskland.